# Litauische Eishockeyliga 2005/06
Die Saison 2005/06 war die 15. Spielzeit der litauischen Eishockeyliga, der höchsten litauischen Eishockeyspielklasse. Meister wurde zum insgesamt 13. Mal in der Vereinsgeschichte der SC Energija.

## Modus
Ursprünglich sollte jede Mannschaft acht Spiele in der Hauptrunde bestreiten, jedoch wurde die Spielzeit nach nur fünf absolvierten Spielen abgebrochen und Poseidonas Elektrenai als Finalgegner des Rekordmeisters SC Energija bestimmt. Für einen Sieg erhielt jede Mannschaft drei Punkte, bei einem Unentschieden gab es ein Punkt und bei einer Niederlage null Punkte.

## Hauptrunde
|    | Klub                  | Sp | S | U | N | Tore  | Punkte |
| -- | --------------------- | -- | - | - | - | ----- | ------ |
| 1. | Sturm Kaliningrad     | 4  | 3 | 0 | 1 | 26:16 | 9      |
| 2. | SC Energija           | 1  | 1 | 0 | 0 | 21:0  | 3      |
| 3. | Jaunimas Elektrenai   | 4  | 1 | 0 | 3 | 16:26 | 3      |
| 4. | SC Energija II        | 0  | 0 | 0 | 0 | 0:0   | 0      |
| 5. | Poseidonas Elektrenai | 1  | 0 | 0 | 1 | 0:21  | 0      |

Sp = Spiele, S = Siege, U = unentschieden, N = Niederlagen, OTS = Overtime-Siege, OTN = Overtime-Niederlage, SOS = Penalty-Siege, SON = Penalty-Niederlage

## Finale
- SC Energija – Poseidonas Elektrenai 3:0 (6:1, 5:2, 7:4)